# جلد أجرد

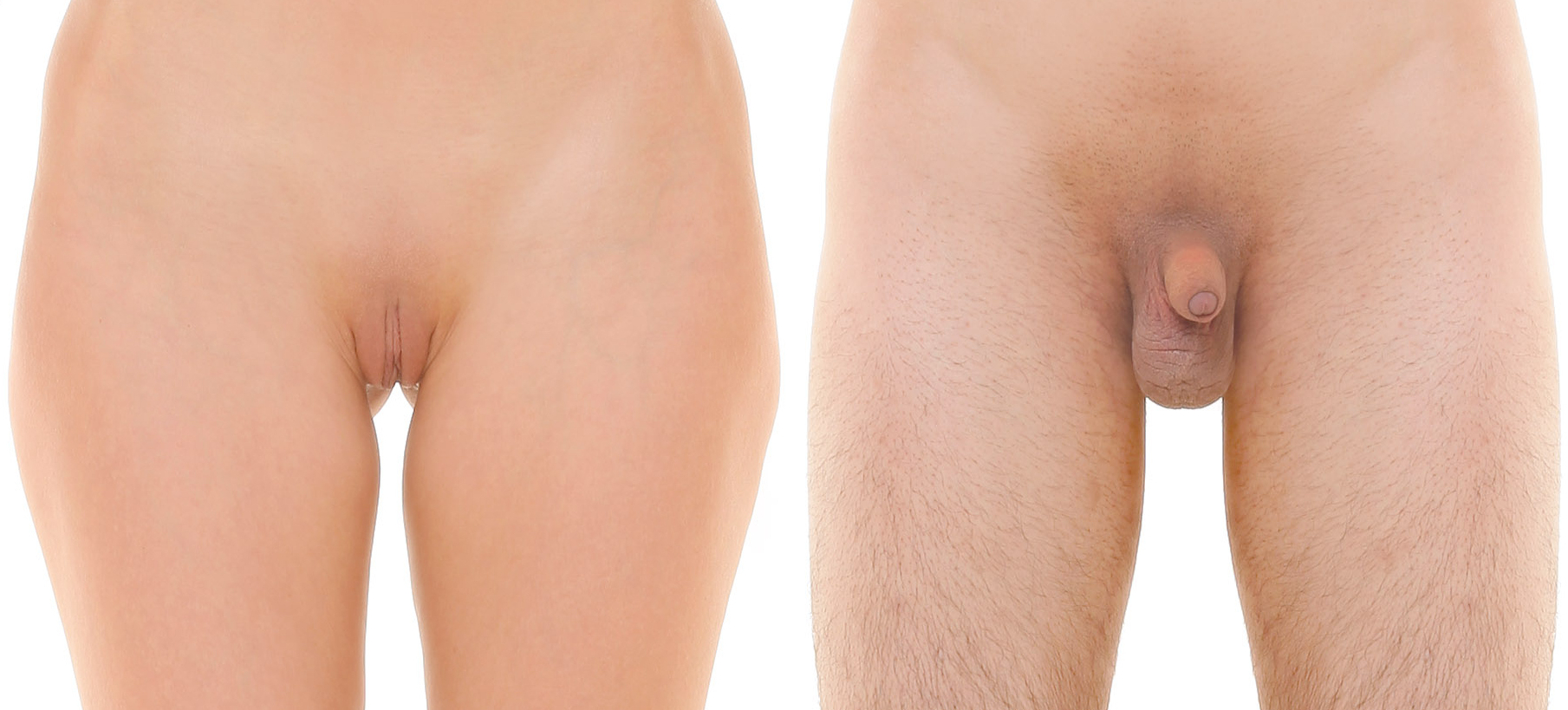

الجلد الأجرد (بالإنجليزية: Glabrous skin)‏ هو الجلد الخالي من الشعر. يوجد هذا الجلد عند الإنسان في باطن اليدين وأخمص القدمين والشفتان حشفة القضيب والشفرين الصغيرين.
والجلد الأجرد مرتبط مع استدامة المرحلة اليرقية.

## الأمراض
تستهدف عدوى فطرية تدعى بسعفة الجسم الجلد الأجرد.

## الإحساس
توجد أربعة مستقبلات ميكانيكية في الجلد الأجرد، وهي:
- جسيمات صفاحية أو جسيمات باتشيني
- جسيمات لمسية أو جسيمات مايسنر
- أقراص ميركل
- جسيمات بصلية أو جسيمات روفيني